# Holyvaszerűek
A holyvaszerűek (Staphylinoidea) a rovarok (Insecta) osztályába, ezen belül a bogarak (Coleoptera) rendjébe és a mindenevő bogarak (Polyphaga) alrendjébe tartozó öregcsalád.

## Rendszerezés
Az öregcsaládba tartozó családok:
- Áldögbogárfélék (Agyrtidae) (C. G. Thomson, 1859)
- Tócsabogárfélék (Hydraenidae) (Mulsant, 1844)
- Pecebogárfélék (Leiodidae) (Fleming, 1821)
- Paránybogárfélék (Ptiliidae) (Erichson, 1845)
- Gödörkésbogár-félék (Scydmaenidae) (Leach, 1815)
- Dögbogárfélék (Silphidae) (Latreille, 1807)
- Holyvafélék (Staphylinidae) (Latreille, 1802)

## Képek

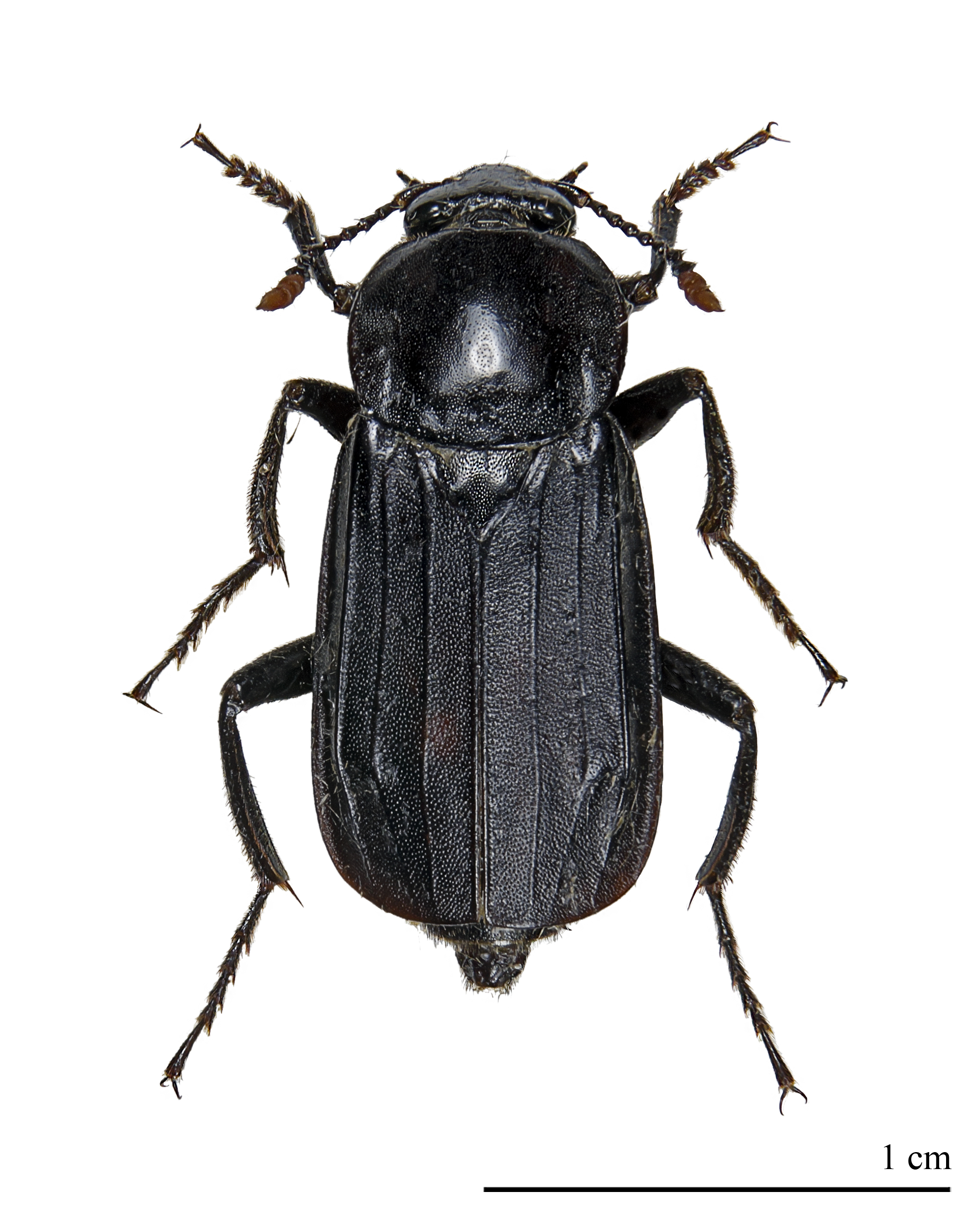
Necrodes littoralis (Dögbogárfélék)
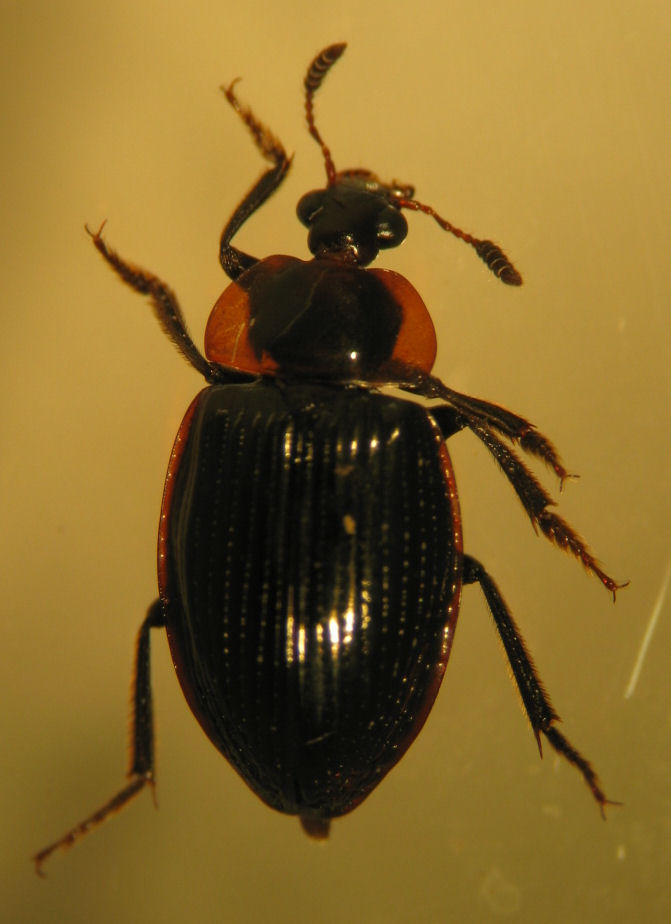
Zeanecrophilus sp. (Áldögbogárfélék)
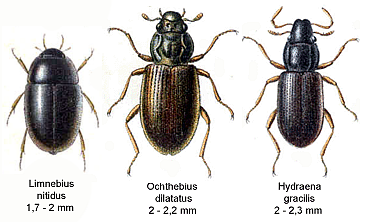
Különféle tócsabogárfélék
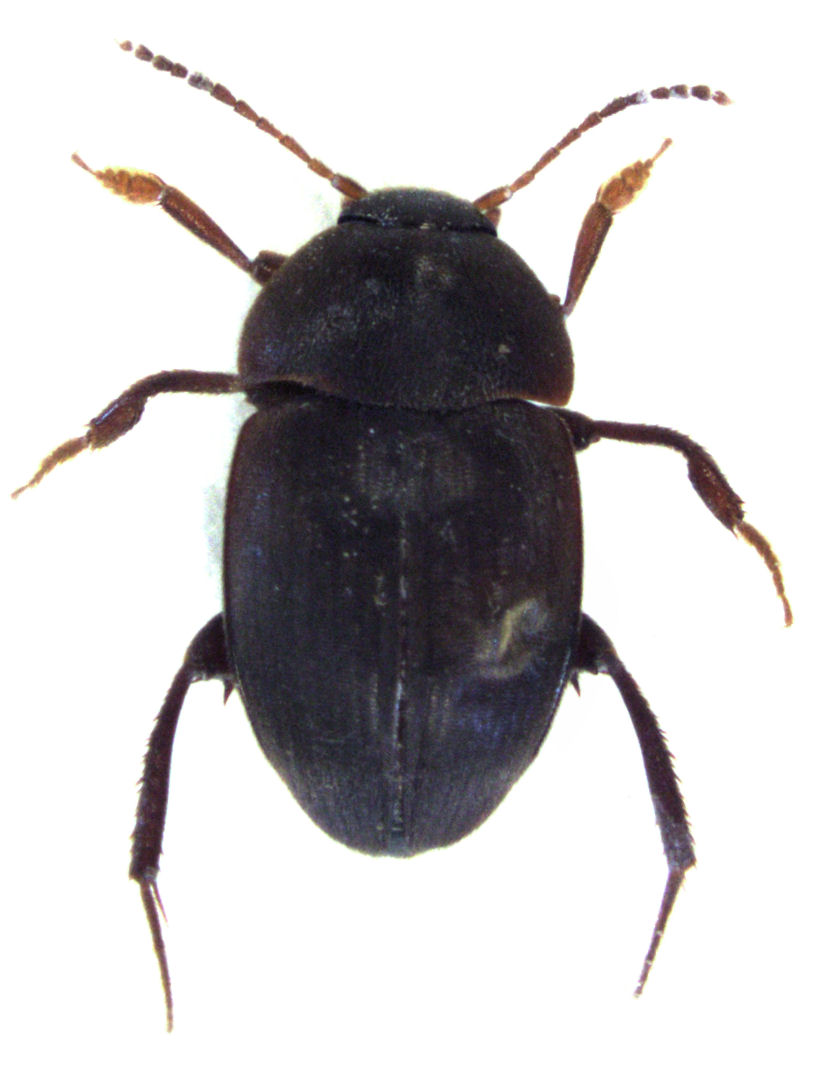
Paracatops acantharius (Pecebogárfélék)
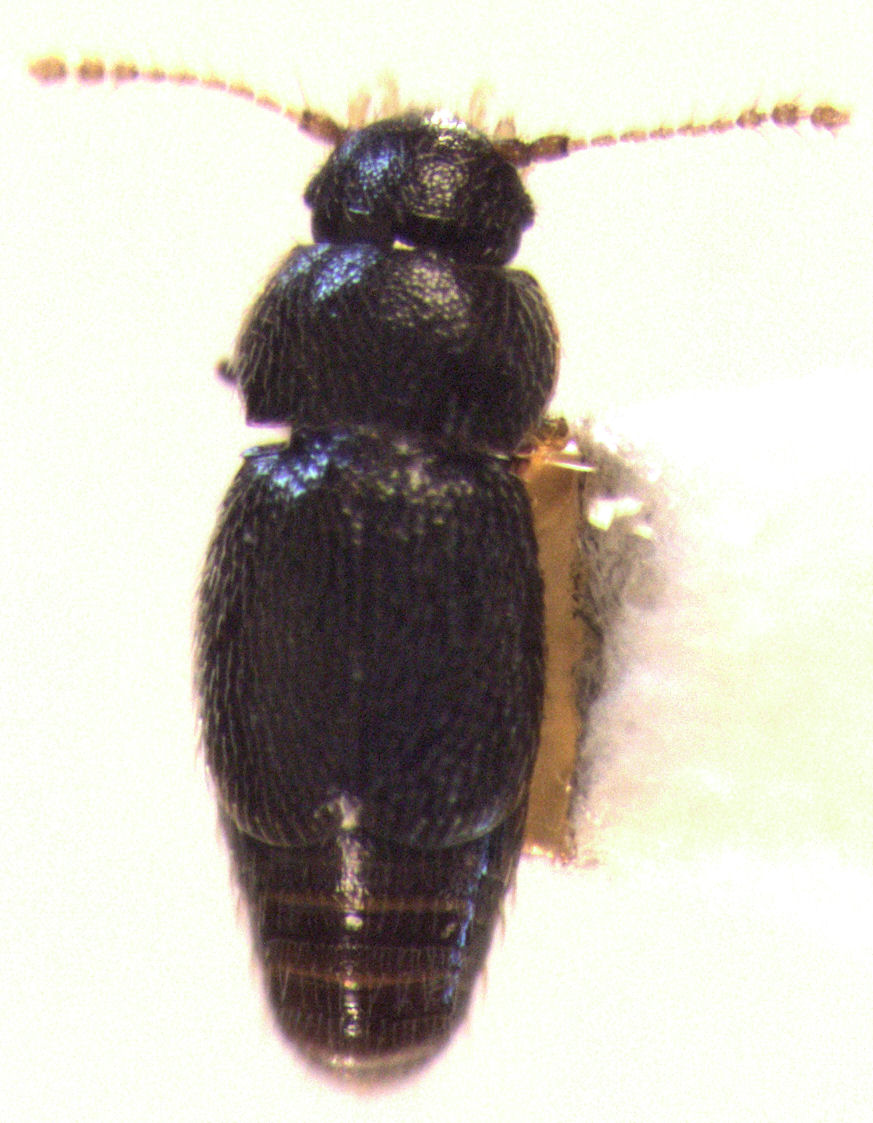
Ptinella atrata (Paránybogárfélék)
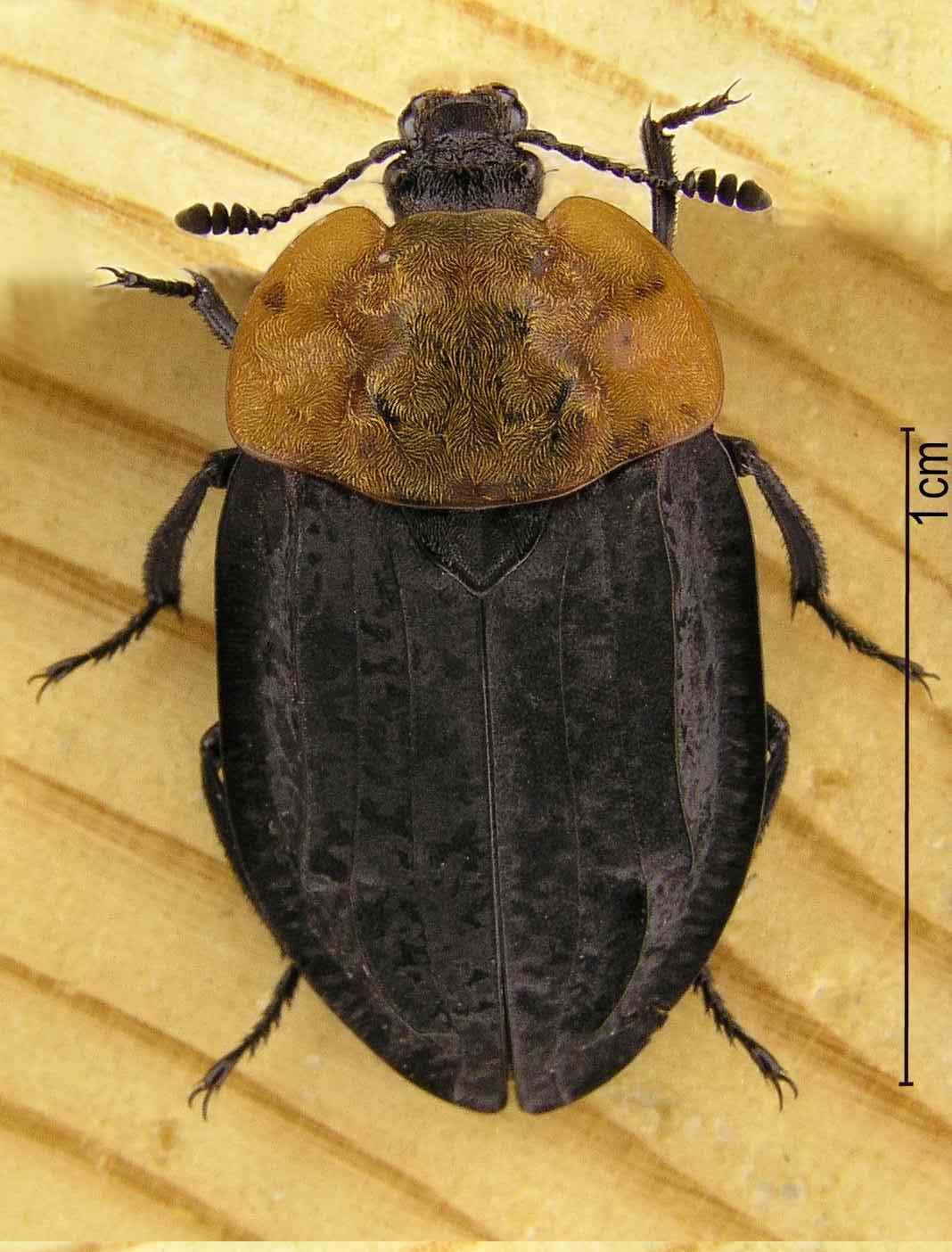
Vörösnyakú dögbogár (Dögbogárfélék)
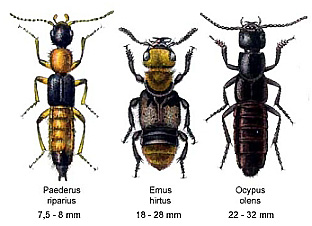
Különféle holyvák (Holyvafélék)

## Fordítás
- Ez a szócikk részben vagy egészben  a   Staphylinoidea című angol Wikipédia-szócikk fordításán alapul.  Az eredeti cikk szerkesztőit annak laptörténete sorolja fel. Ez a jelzés csupán a megfogalmazás eredetét és a szerzői jogokat jelzi, nem szolgál a cikkben szereplő információk forrásmegjelöléseként.